# Antônio Teodorico da Costa Filho
Antônio Teodorico da Costa Filho (Fortaleza, 12 de agosto de 1861 - Fortaleza, 4 de junho de 1939), foi um engenheiro e escritor brasileiro, membro da Academia Cearense de Letras.

## Biografia
Filho do Comendador Antônio Teodorico da Costa e de D. Higina de Castro Costa. Fez os estudos iniciais em Fortaleza, e em seguida, ingressou na Escola Politécnica do Rio de Janeiro, onde veio a receber o grau de Engenheiro Civil em 1884. Exerceu vários cargos técnicos, como os de Condutor de 1a classe, Engenheiro de 2a classe da Estrada de Ferro da Bahia a Jardim e, transferido para o prolongamento da Estrada de Ferro de Baturité, nesta, ocupou os cargos de ajudante de 1º classe, Chefe de Secção e 1º Engenheiro.
Foi Tesoureiro das Sociedades Abolicionistas da Escola Politécnica e Cearense, da antiga Capital do Império. Colaborou na ‘Revista Politécnica’, do Rio de Janeiro, na ‘Galeria Cearense’ e em diversos jornais do Ceará. Pertenceu ao corpo docente do Liceu do Ceará, na qualidade de professor de Geografia e Corografia do Brasil. Era membro do Instituto Politécnico, sediado na metrópole brasileira, e do Instituto do Ceará. Tinha vasta cultura científica e foi autor de formosas páginas literárias. O convívio com outros homens de pensamento, na Academia Cearense de Letras e no Instituto do Ceará, foi sempre do seu agrado.

## Obras
- ‘Projeto de um teatro para a cidade de Fortaleza’;
- ‘Projeto de esgotos para a mesma cidade’;
- ‘Projeto de abaste- cimento d'água e esgotos para a mesma cidade’;
- ‘Notícias sobre a agricultura do Ceará’;
- ‘A Geografia’;
- O Cometa de Halley’;
- ‘Folhas ao Vento’;
- ‘Homenagem a Lauro Sodré’ (discurso);
- ‘Liceu do Ceará’ (discurso);
- ‘O homem e os progressos de sua locomoção’;
- ‘Ruídos e sonidos’;
- ‘Fragmentos Esparsos’;
- ‘Colheita Literária’;
- ‘Páginas Volvidas’;
- ‘Considerações Gerais sobre Higiene Privada’ (salubridade e saneamento de Fortaleza).